# Arvydas Macijauskas
Arvydas Macijauskas (ur. 19 stycznia 1980 w Kłajpedzie) – litewski koszykarz, występujący na pozycji rzucającego obrońcy, olimpijczyk, mistrz Europy z 2003 roku.
W roku 2010 ożenił się z prawniczką Viktorią Buder.

## Osiągnięcia

### Drużynowe
- Mistrz:
- NEBL (2002)[2]
  - Litwy (2000, 2002)[2]
- Wicemistrz:
  - Euroligi (2005)
  - NEBL (2000, 2003)
  - Grecji (2007, 2008)
  - Litwy (2001, 2003)
  - Hiszpanii (2005)
- Zdobywca Pucharu Hiszpanii (2004)[2]
- Finalista Pucharu Grecji (2008)
- 3. miejsce:
  - podczas rozgrywek NEBL (2001)
  - w Pucharze Hiszpanii (2005)
- 4. miejsce w Superpucharze Hiszpanii (2004)

### Indywidualne
- MVP[2]:
  - finałów NEBL (2002)
  - finałów ligi litewskiej (2002, 2003)
  - meczu gwiazd ligi litewskiej (2003)
  - miesiąca Euroligi (listopad 2007)
  - 7. kolejki Euroligi (2003/04)
  - 5. kolejki Euroligi (2007/08)
- Zawodnik Roku All-Europe (2003)
- Litewski Zawodnik Roku (2004)
- 3-krotny zwycięzca konkursu wsadów ligi litewskiej (2000, 2002, 2003)[2]
- 3-krotny uczestnik LKL All-Star (2001–2003)[2]
- Zaliczony do składu All-Euroleague First Team (2005)[2]
- Klub Kłajpeda Neptūnas zastrzegł należący do niego numer 7
- Lider ligi litewskiej LKL w skuteczności rzutów[3]:
  - wolnych (91,5% – 2002)
  - za 3 punkty (50,2% – 2002, 53,2% – 2003)

### Reprezentacja
Seniorów
- Mistrz Europy (2003)[2]
- Uczestnik:
  - igrzysk olimpijskich (2004 – 4. miejsce)[2]
  - mistrzostw świata (2006 – 7. miejsce)[2]
- Lider Eurobasketu w skuteczności rzutów wolnych (2003 – 100%)[4]

Młodzieżowe
- Uczestnik mistrzostw Europy:
  - U–18 (1998 – 9. miejsce)[2]
  - U–20 (2000 – 10. miejsce)[2]